# 藤井敏夫
藤井 敏夫（ふじい としお、1950年2月7日 - ）は、日本の俳優。本名同じ。身長175cm、体重68kg。血液型はO型。
群馬県利根郡水上町（現・みなかみ町）出身。明治大学卒業。オフィス天童所属。

## 来歴・人物
1968年、テアトル・エコーに入団し、俳優活動を開始。
劇団公演の傍ら、テレビドラマにも出演し、ひろみプロ制作の特撮ドラマ『サンダーマスク』（日本テレビ）ではレギュラーで活躍した。1974年にテアトル・エコーを退団。
その後、さち子プロに所属し、オフィス天童へと移籍。
既婚で一女あり。

## 出演

### テレビドラマ
- 芝櫻（1970年 - 1971年、CX）
- サンダーマスク（1972年 - 1973年、NTV） - 六本栄三郎
- 日本沈没 第12話「危うし京の都」（1974年、TBS）
- 赤い迷路 第16話（1974年、大映テレビ / TBS） [8]
- アクマイザー3 第23話「なぜだ?! 魔法力がきかない」（1976年、NET） - タケル
- 新選組始末記 第7話「壬生心中」（1977年、TBS） - 安藤早太郎
- すぐやる一家青春記（1977年、TBS）
- ロボット110番　第22話「ついにやったぞ大手柄」（1977年、ANB)
- 大江戸捜査網 第369話「殺意なき用心棒」（1978年、12ch）
- 東芝日曜劇場（TBS）
  - おんなの家 その九（1979年） - 客
  - 翔べイカロスの翼（1979年） - サーカスの団員
  - おんなの家 その11（1981年）
- 七人の刑事 第58話「花嫁が消えた」（1979年、TBS）
- 花王名人劇場 / 津軽三味線よされぶし 望郷篇（1979年、KTV）
- 平岩弓枝ドラマシリーズ / 結婚の四季（1980年、CX）
- 太陽にほえろ!（NTV）
  - 第472話「鮫やんの大暴走」（1981年）
  - 第496話「ジプシーとラガー」（1982年）
- ポーラテレビ小説 / おゆう（1983年、TBS）
- 土曜ドラマ / 白夜（1984年、NHK）
- 月曜ドラマランド / 藤子不二雄のバケルくん（1987年、CX） - 黒い影
- 火曜サスペンス劇場（NTV）
  - 絵を買う女（1989年）
  - 警部補・佃次郎8 女たちの事情（1999年）
- ザ・刑事（1990年、ANB）
- 金曜エンタテイメント（CX）
  - 悪夢の封印（1993年）
  - 浅見光彦シリーズ8 平家伝説殺人事件（1999年）
- はぐれ刑事純情派（ANB）
  - 第3シリーズ 第20話「裏切られた美談・亡き娘に捧げる挽歌」（1990年）
  - 第6シリーズ 第8話「妻をもっと愛したい！犯罪を予知した女」（1993年）
  - 第9シリーズ 第1話「安浦刑事拳銃を撃つ!?指宿－知覧 殺人犯の母!」（1996年）
  - 第12シリーズ 第11話「謎の投身自殺!? 夫の退職金を盗んだ女!」（1999年）
  - 第14シリーズ 第12話「苦情処理係が殺人!? ロボット犬を飼う女」（2001年）
- 砂の城（1997年、THK）
- 家族になろうよ!（1999年、TBS）
- 土曜ワイド劇場 / 名探偵・明智小五郎 三角館の恐怖 エレベーター密室殺人（2000年、ANB） - 作田源次
- 温泉へ行こう 第4シリーズ（2003年、TBS）
- 金曜プレステージ / 気象予報士・大沢富士子の事件ファイル〜晴れのち嵐そして殺人〜（2007年、CX）
- 水戸黄門第40部 第7話「引き裂かれた娘の友情 -平泉-」（2009年、TBS） - 茂作

#### その他のテレビ番組
- 理科教室 中学1年生（1976年 - 1982年、NHK-ETV）

### 舞台
- われら今夜の悪夢（1968年、テアトル・エコー）
- 11ぴきのネコ （1973年、テアトル・エコー）
- しぐれ茶屋おりく（1980年）
- 濡れ髪権八（1982年、新歌舞伎座）
- 花の生涯（1988年、御園座）
- 吉良の仁吉（1992年） - 増川仙右衛門
- おしん（1995年、宝塚劇場）
- 波の鼓（1996年、帝国劇場）
- 十六夜心中（1996年、女歌舞伎 劇団尚）
- もず（1997年、芸術座）
- 花のうさぎ屋（1998年、帝国劇場）
- おもろい女（1998年、日生劇場）
- 恋伝説 愛すればこそ（1998年、新宿コマ劇場）
- びっくり怪盗伝（2000年、新宿コマ劇場） - 佐々木助三郎
- 旗本退屈男（2001年、御園座）
- おんなの旅路（2001年、中日劇場）
- 松平健公演 / 暴れん坊将軍 二人吉宗（2002年、御園座）
- 滝の白糸（2002年、御園座）
- 旅姿 恋の東海道（2003年、新宿コマ劇場）
- 氷川きよし公演
  - 草笛の音次郎（2003年、新宿コマ劇場）
  - 初恋道中（2006年、新宿コマ劇場・新歌舞伎座）
- 橋幸夫公演
  - 新版・徳川宗春 にぎわい大名（2004年、中日劇場）
  - 夢の架け橋（2005年、中日劇場）
- 舟木一夫公演 / 坊ちゃん奉行（2006年、南座）
- 細川たかし・長山洋子公演
  - ゆうれい貸します うらめし屋繁盛記（2007年、新歌舞伎座）
  - さみだれ道中（2007年、明治座）
- 蝉しぐれ（2007年、松竹座）
- 都はるみ公演 / 好きになった人（2008年、新宿コマ劇場・松竹座）
- 里見浩太朗公演 / あばれ獅子（2009年、御園座）

### 吹き替え
- アドベンチャー・ファミリー
- シェナンドー河（ボーイ・アンダーソン：フィリップ・アルフォード）
- 史上最大の作戦（マティーニ一等兵：サル・ミネオ）
- パニック・イン・スタジアム（マイク・ラムゼイ：ボー・ブリッジス）